# Free Solo
Free Solo là một bộ phim tài liệu Mỹ năm 2018 của đạo diễn Elizabeth Chai Vasarhelyi và Jimmy Chin. Bộ phim kể về nhà leo núi Alex Honnold trong hành trình thực hiện chuyến leo núi tự do của El Capitan vào tháng 6 năm 2017. Bộ phim được công chiếu tại Liên hoan phim Telluride vào ngày 31 tháng 8 năm 2018, và cũng được chiếu tại Liên hoan phim quốc tế Toronto 2018, nơi đã giành giải thưởng Lựa chọn của mọi người trong hạng mục Tài liệu. Free Solo được phát hành tại Hoa Kỳ vào ngày 28 tháng 9 năm 2018, nơi nó nhận được đánh giá tích cực từ các nhà phê bình và thu về hơn 21 triệu đô la Mỹ. Bộ phim đã nhận được nhiều giải thưởng, bao gồm cả giải Phim tài liệu hay nhất tại Giải Oscar lần thứ 91.

## Sản xuất
Bộ phim dành nhiều thời gian để ghi lại quá trình sản xuất của nó, với đạo diễn Jimmy Chin và đội quay phim của anh (tất cả đều là những người leo núi có kinh nghiệm) thảo luận về thách thức không gây nguy hiểm cho nhà leo núi Alex Honnold bằng cách đánh lạc hướng anh ta hoặc gây áp lực để anh ta cố gắng leo lên. Theo đạo diễn Elizabeth Chai Vasarhelyi, điều này đã được giải quyết với rất nhiều lần thực tập. Để ghi lại âm thanh từ Honnold, vốn thường ở quá xa máy ảnh để có thể sử dụng micrô không dây, một thiết bị ghi âm đặc biệt đã được phát minh được Honnold mang trong túi phấn của mình.
Bộ phim được National Geographic Partners thực hiện, tại thời điểm phát hành bộ phim thuộc sở hữu đa số của 21st Century Fox, phần còn lại thuộc sở hữu của Hiệp hội Địa lý Quốc gia.